# Promozione Basilicata 1982-1983
Nella stagione 1982-1983 la Promozione era sesto livello del calcio italiano (il massimo livello regionale). Qui vi sono le statistiche relative al campionato in Basilicata.
Il campionato è strutturato in vari gironi all'italiana su base regionale, gestiti dai Comitati Regionali di competenza. Promozioni alla categoria superiore e retrocessioni in quella inferiore non erano sempre omogenee; erano quantificate all'inizio del campionato dal Comitato Regionale secondo le direttive stabilite dalla Lega Nazionale Dilettanti, ma flessibili, in relazione al numero delle società retrocesse dal Campionato Interregionale e perciò, a seconda delle varie situazioni regionali, la fine del campionato poteva avere degli spareggi sia di promozione che di retrocessione.

## Squadre partecipanti
| Club                             | Città (provincia)       | Stadio | Stagione precedente |
| -------------------------------- | ----------------------- | ------ | ------------------- |
| A.S. Astra                       | Tramutola (PZ)          |        |                     |
| S.S. Avigliano                   | Avigliano (PZ)          |        |                     |
| Pol. Ferrandina                  | Ferrandina (MT)         |        |                     |
| A.S. Genzano                     | Genzano di Lucania (PZ) |        |                     |
| U.S. Lagonegro                   | Lagonegro (PZ)          |        |                     |
| A.S. Lavello                     | Lavello (PZ)            |        |                     |
| U.S. Libertas Invicta            | Potenza                 |        |                     |
| A.S. Melfi                       | Melfi (PZ)              |        |                     |
| Pol. Moliterno                   | Moliterno (PZ)          |        |                     |
| Pol. Montescaglioso              | Montescaglioso (MT)     |        |                     |
| S.C. Policoro                    | Policoro (MT)           |        |                     |
| Pol. Popolare Pescopagano Vaglio | Potenza                 |        |                     |
| Calcio Pro Matera S.p.a.         | Matera                  |        |                     |
| Pol. Real Genzano                | Genzano di Lucania (PZ) |        |                     |
| S.S. Santarcangiolese            | Sant'Arcangelo (PZ)     |        |                     |
| C.S. Vultur Rionero              | Rionero in Vulture (PZ) |        |                     |

## Classifica finale
|  | Pos. | Squadra            | Pt | G  | V  | N  | P  | GF | GS | DR  |
|  | ---- | ------------------ | -- | -- | -- | -- | -- | -- | -- | --- |
|  | 1.   | Real Genzano       | 40 | 30 | 15 | 10 | 5  | 32 | 22 | +10 |
|  | 2.   | Melfi              | 40 | 30 | 16 | 8  | 6  | 36 | 19 | +17 |
|  | 3.   | Pescopagano Vaglio | 39 | 30 | 15 | 9  | 6  | 59 | 31 | +28 |
|  | 4.   | Vultur Rionero     | 37 | 30 | 17 | 3  | 10 | 52 | 35 | +17 |
|  | 5.   | Policoro           | 34 | 30 | 13 | 8  | 9  | 32 | 24 | +8  |
|  | 6.   | Moliterno          | 31 | 30 | 11 | 10 | 9  | 32 | 30 | +2  |
|  | 7.   | Santarcangiolese   | 30 | 30 | 11 | 8  | 11 | 31 | 28 | +3  |
|  | 8.   | Avigliano          | 30 | 30 | 11 | 8  | 11 | 37 | 35 | +2  |
|  | 9.   | Montescaglioso     | 30 | 30 | 11 | 8  | 11 | 35 | 42 | -7  |
|  | 10.  | Astra              | 29 | 30 | 10 | 9  | 11 | 43 | 39 | +4  |
|  | 11.  | Ferrandina         | 29 | 30 | 10 | 9  | 11 | 31 | 40 | -9  |
|  | 12.  | Lavello            | 28 | 30 | 8  | 12 | 10 | 27 | 25 | +2  |
|  | 13.  | Genzano            | 26 | 30 | 8  | 10 | 12 | 37 | 33 | +4  |
|  | 14.  | Pro Matera         | 26 | 30 | 9  | 8  | 13 | 38 | 35 | +3  |
|  | 15.  | Libertas Invicta   | 23 | 30 | 6  | 11 | 13 | 26 | 37 | -11 |
|  | 16.  | Lagonegro (-3)     | 4  | 30 | 2  | 3  | 25 | 11 | 84 | -73 |

Verdetti
- Spareggio per il 1º posto in classifica e promozione all'Interregionale:
  - a Potenza il 21 maggio 1983: Real Genzano-Melfi 3-1.
- Il Real Genzano è promosso all'Interregionale.